# Prangos carinata
Prangos carinata är en flockblommig växtart som beskrevs av August Heinrich Rudolf Grisebach och Dimitrie Demetrius Grecescu. Prangos carinata ingår i släktet Prangos och familjen flockblommiga växter. Inga underarter finns listade i Catalogue of Life.